# SWM X3
SWM X3 — 7-місний компактний кросовер, який випускається китайським виробником SWM. SWM X3 був представлений на Шанхайському автосалоні в Китаї 2017 року. 

## Огляд
Розроблений на базі тієї ж платформи, що й SWM X2, який є переробленим Jinbei 750. SWM X3 оснащується 3 двигунами, включаючи 1,5-літровий двигун DG15, двигун DG16 і турбодвигун DG15T, розроблений Brilliance. Ціни на SWM X3 варіюються від 55 000 юанів до 82 900 юанів. 

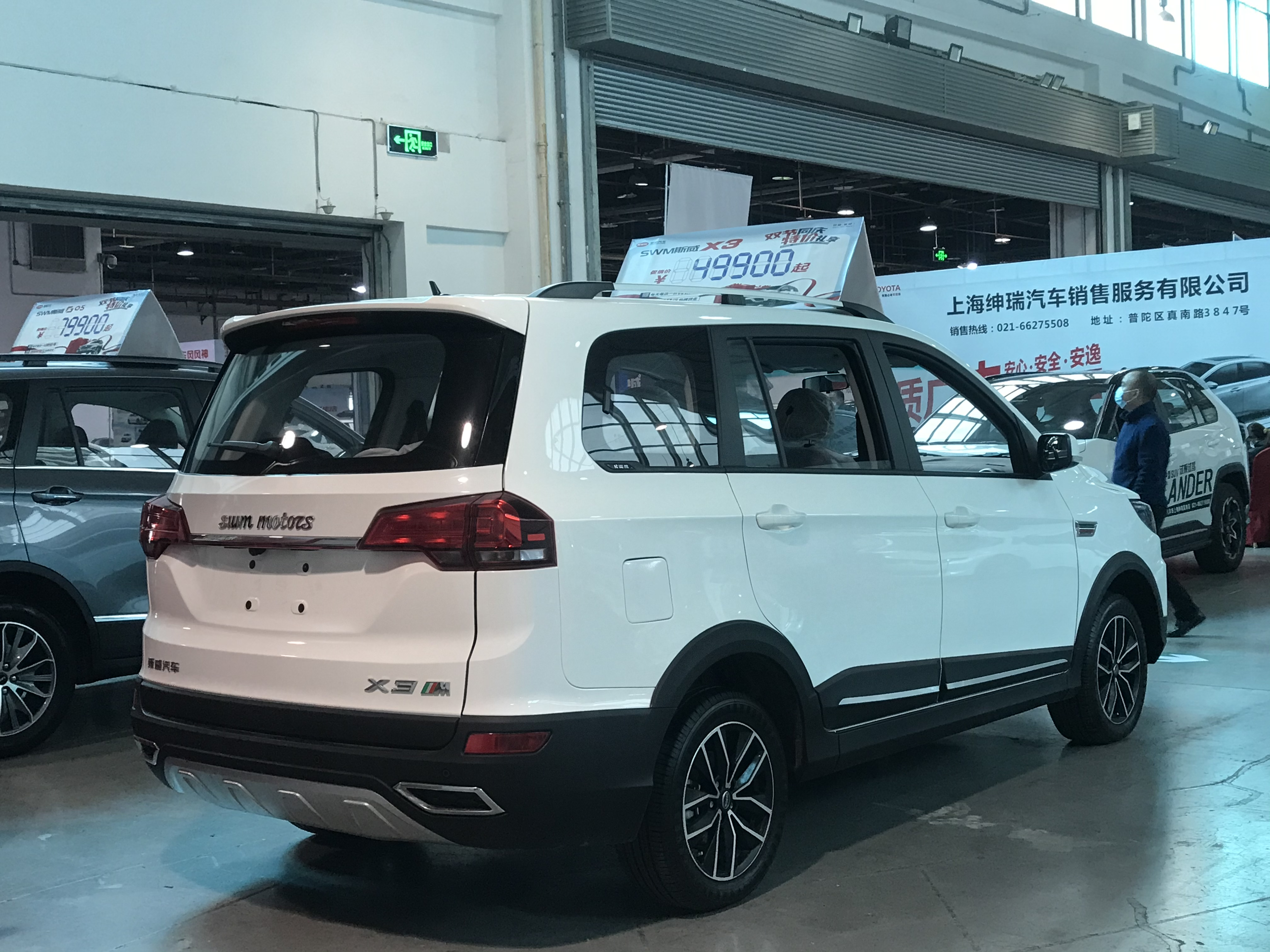
Вид ззаду